# Bigtop Records
Bigtop Records fue un sello discográfico norteamericano fundado por Johnny Bienstock y la editorial musical Hill & Range Music, también funcionó como distribuidora bajo el nombre de Big Top Record Distributors.

## Historia
Publicó grabaciones para Del Shannon, Johnny and the Hurricanes, Lou Johnson, Sammy Turner, Don and Juan y Toni Fisher. Big Top Record Distributors también distribuyó grabaciones del sello Dunes Records a principios de los 60, que incluyó los éxitos como "Corrina, Corrina" de Ray Peterson y "Pretty Little Angel Eyes" de Curtis Lee, ambos producidos por Phil Spector. Bell Records también fue brevemente distribuido por Bigtop antes de su cierre en 1965. Bigtop dos álbumes de parodias musicales de Mad Magazine; Mad Twists Rock 'N' Roll y Fink Along With Mad in 1963.
Tuvo un sello subsidiario, Big Hill Records, que sólo produjo algunos pocos sencillos para Lou Johnson.